# Chris Hammer
Chris Hammer (1960) è uno scrittore e giornalista australiano.

## Biografia
Nato nel 1960, ha conseguito un B.A. in giornalismo alla Charles Sturt University e un M.A. in relazioni internazionali presso l'Università Nazionale Australiana.
Dopo aver lavorato come giornalista per un trentennio per la Special Broadcasting Service, The Bulletin e Fairfax, ha pubblicato due libri di saggistica prima di esordire nella narrativa nel 2018 con il thriller Scrublands noir, prima indagine del cronista Martin Scarsden, ottenendo il CWA New Blood Dagger destinato al miglior esordio giallo.

## Opere

### Serie Martin Scarsden
- Scrublands noir (Scrublands, 2018), Vicenza, Neri Pozza, 2021 traduzione dall'inglese di Annamaria Biavasco e Valentina Guani ISBN 978-88-545-2041-7.
- Silver (2019)
- Trust (2020)

### Altri romanzi
- Treasure and Dirt (2021)

### Saggi
- The River: A journey through the Murray-Darling Basin (2010)
- The Coast (2012)

## Premi e riconoscimenti
ACT Book of the Year
- 2011 vincitore con The River: A journey through the Murray-Darling Basin

CWA New Blood Dagger
- 2019 vincitore con Scrublands noir